# Herstjärnet
Herstjärnet är en sjö i Arvika kommun i Värmland och ingår i Göta älvs huvudavrinningsområde. Sjön har en area på 0,225 kvadratkilometer och ligger 125,3 meter över havet. Sjön avvattnas av vattendraget Hällsjöälven.

## Delavrinningsområde
Herstjärnet ingår i det delavrinningsområde (659175-131961) som SMHI kallar för Inloppet i Hällsjön. Medelhöjden är 193 meter över havet och ytan är 17,41 kvadratkilometer. Det finns inga avrinningsområden uppströms utan avrinningsområdet är högsta punkten. Hällsjöälven som avvattnar avrinningsområdet har biflödesordning 3, vilket innebär att vattnet flödar genom totalt 3 vattendrag innan det når havet efter 256 kilometer. Avrinningsområdet består mestadels av skog (87 procent). Avrinningsområdet har 1,86 kvadratkilometer vattenytor vilket ger det en sjöprocent på 10,7 procent.